# Радичская волость
Радичская волость — административно-территориальная единица в составе Рославльского уезда Смоленской губернии.
Административный центр — село Радичи.

## История
Волость была образована в ходе реформы 1861 года.
В ходе укрупнения волостей, в 1924 году Радичская волость была упразднена, а её территория включена в состав Сещенской волости.
Ныне территория бывшей Радичской волости разделена между Дубровским и Рогнединским районами Брянской области, а деревня Новый Крупец входит в Рославльский район Смоленской области.

## Населённые пункты
По состоянию на 1904 год, в состав волости входили следующие населённые пункты:
- деревня Безобразовка
- усадьба Безобразовка
- деревня Болвань
- деревня Большая Островня
- усадьба Бельская
- деревня Бельская
- деревня Гавринка
- деревня Глинка
- усадьба Глинка
- усадьба Грибовка
- деревня Дмитровка
- деревня Долгое
- три усадьбы Долгое
- усадьба Затишье
- деревня Казённое Узкое
- деревня Косицы
- хутор Косицы
- усадьба Косицы
- село Кохоново
- усадьба Кохоново
- деревня Краснополье
- хутор Краснополье
- деревня Кутец
- деревня Малая Островня
- деревня Матвеевка (Леухи)
- деревня Мирошки
- деревня Новое Узкое
- деревня Новый Крупец (Рахмановка)
- село Новосёлки
- хутор Огородное
- усадьба Островня Большая
- усадьба Островня
- усадьба Островня
- деревня Пеньковая Буда
- деревня Прудок
- пять пустошей Пчельня
- село Радичи (две части)
- хутор Савково
- село Сеславль
- две усадьбы Сеславль
- деревня Старое Узкое
- хутор Сычево
- деревня Сеща
- полустанок Р-О. ж.д. Сеща
- посёлок Сеща
- усадьба Сеща
- три усадьбы Узкое
- деревня Чекалина Слобода
- будка Р-О. ж.д. на 209 версте
- будка Р-О. ж.д. на 210 версте
- будка Р-О. ж.д. №43 на 211 версте
- будка Р-О. ж.д. №44 на 212 версте
- казарма Р-О. ж.д. №45 на 215 версте
- казарма Р-О. ж.д. №46
- казарма Р-О. ж.д. №47 на 216 версте
- казарма Р-О. ж.д. №48 на 218 версте
- будка Р-О. ж.д. №49 на 220 версте
- будка Р-О. ж.д. №51 на 221 версте
- будка Р-О. ж.д. №52 на 223 версте